# Fajerczak
Fajerczak – odmiana prostego placka sporządzanego na bazie mąki i zsiadłego mleka, charakterystycznego dla Lubelszczyzny i Podkarpacia. 
Oprócz mąki i zsiadłego mleka do ciasta można też dodać sodę oczyszczoną lub jajko, ewentualnie cukier lub sól. Z tak przygotowanego ciasta formuje się okrągłe placki, nieco mniejsze niż standardowy rozmiar palnika fajerkowego w piecu opalanym drewnem lub węglem. Wypiek następuje bezpośrednio na fajerkach takiego pieca, co dało asumpt nazwie dania. Możliwe jest także nadziewanie placka farszem cebulowym.
Fajerczaki, z uwagi na prostotę przygotowania i niewielkie, dostępne na wsiach instrumentarium składników, były daniem popularnym w kuchni uboższych warstw społeczeństwa wiejskiego, zastępując np. chleb. Z uwagi na zanik pieców węglowych z fajerkami, jego wypiek praktycznie zanikł i jest praktykowany okazjonalnie, np. w skansenach.